# 超硬度ナノチューブ
超硬度ナノチューブ（ちょうこうどナノチューブ、Superhard phase composed of single-wall carbon nanotubes 略称:SP-SWNT,SP-SWCNT）は単層カーボンナノチューブ（SWNT）を高圧下で圧縮して生成される物質。ダイヤモンドと同程度の硬さを持つ導電体。

## 性質
ナノインデンター硬度測定法を用いた硬さは62-150GPaで圧力によって異なる。これは同法を用いて測定されたダイヤモンド（100）面の150GPaから立方晶窒化ホウ素（100）面の62GPaの間の硬さである。よって最大値はダイヤモンドと同程度の硬さと言える。圧縮率は462-546GPaであり、ダイヤモンドの420GPaを超える。
なお、SP-SWNTの熱伝導率や電気伝導率などの特性は研究途上で不明であり、単層カーボンナノチューブ以外のカーボンナノチューブ（MWNTや高純度配向性CNT）を用いた特性も不明である。
同種の製法によって生み出された関連物質にハイパーダイヤモンドなどがある。

## 作製法
カーボンナノチューブを用いて製作される。研究では1.2-1.3 nmのSWNT試料が用いられ、歪み変形が可能なダイヤモンドアンビルセルを用いて54GPaまで常温圧縮している。SP-SWNTは14-19GPaより圧力ギャップによる中間相が発生し、24GPa以上より硬度相が生成される。